# Taylor Holmes

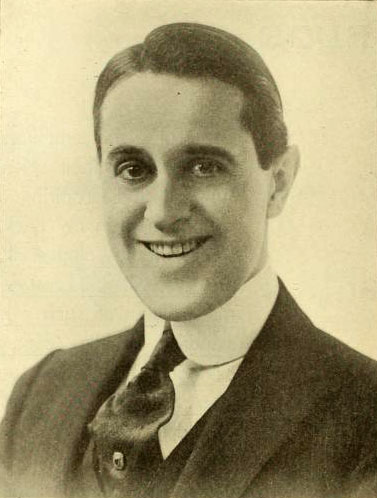
Taylor Holmes (1919)

Taylor Holmes (* 16. Mai 1878 in Newark, New Jersey; † 30. September 1959 in Hollywood, Kalifornien) war ein US-amerikanischer Theater- und Filmschauspieler.

## Leben und Karriere
Taylor Holmes trat bereits vor der Jahrhundertwende als Theaterschauspieler in Erscheinung. Im Februar 1900 machte er in dem Skandalstück Sapho – dem wegen angeblicher Immoralität zeitweise die Spielerlaubnis entzogen wurde – sein Debüt am Broadway. Holmes war dort bis zu seinem letzten Stück im Jahre 1946 eine feste Größe, vor allem leichte Komödien machten aus ihm einen beliebten Theaterstar seiner Zeit. Bei einigen seiner Stücke fungierte er auch als Regisseur. 
Taylor Holmes machte sein Kinodebüt im Jahre 1917 im Stummfilm Efficiency Edgar’s Courtship. Es folgten bis Mitte der 1920er-Jahre weitere Hauptrollen, unter anderem als hingebungsvoller Butler in Ruggles of Red Gap, das später 1935 noch einmal mit Charles Laughton neuverfilmt wurde. Zeitweise hatte sich Holmes weitgehend vom Filmgeschäft verabschiedet, doch ab 1947 stand er für die letzten zwölf Jahre seines Lebens regelmäßig vor der Kamera, nunmehr meist in Nebenrollen als würdevoll erscheinende Autoritätsfigur. Er spielte unter anderem einen Anwalt im Film noir Der Todeskuß (1947) von Henry Hathaway sowie den zukünftigen Schwiegervater von Marilyn Monroe in der Komödie Blondinen bevorzugt (1953). Gegen Ende seines Lebens trat er auch in mehreren Fernsehserien als Gastdarsteller auf. 1959 lieh er dem König Stefan im Disney-Klassiker Dornröschen seine Stimme. Taylor Holmes starb nur wenige Monate nach Veröffentlichung des Zeichentrickfilmes im Alter von 81 Jahren.
In den 1900er-Jahren ehelichte er seine Bühnenkollegin Edna Phillips (1878–1952), mit der er bis zu ihrem Tod verheiratet war. Sie hatten drei gemeinsame Kinder, Phillips Holmes, Ralph Holmes und Madeleine Taylor Holmes, die alle ebenfalls Schauspieler wurden. Die Söhne Phillips Holmes (1907–1942, Flugzeugabsturz) und Ralph Holmes (1915–1945, Suizid) starben bereits vor ihrem Vater. Für seine Filmarbeit erhielt Taylor Holmes einen Stern auf dem Hollywood Walk of Fame (6821 Hollywood Boulevard).

## Filmografie (Auswahl)

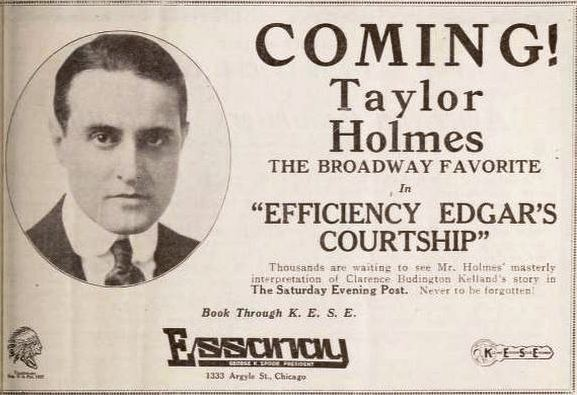
Taylor Holmes auf einem Werbeplakat aus dem Jahre 1917 („Tausende Zuschauer warten, um Mr. Holmes meisterhafte Darstellung zu sehen ...“)

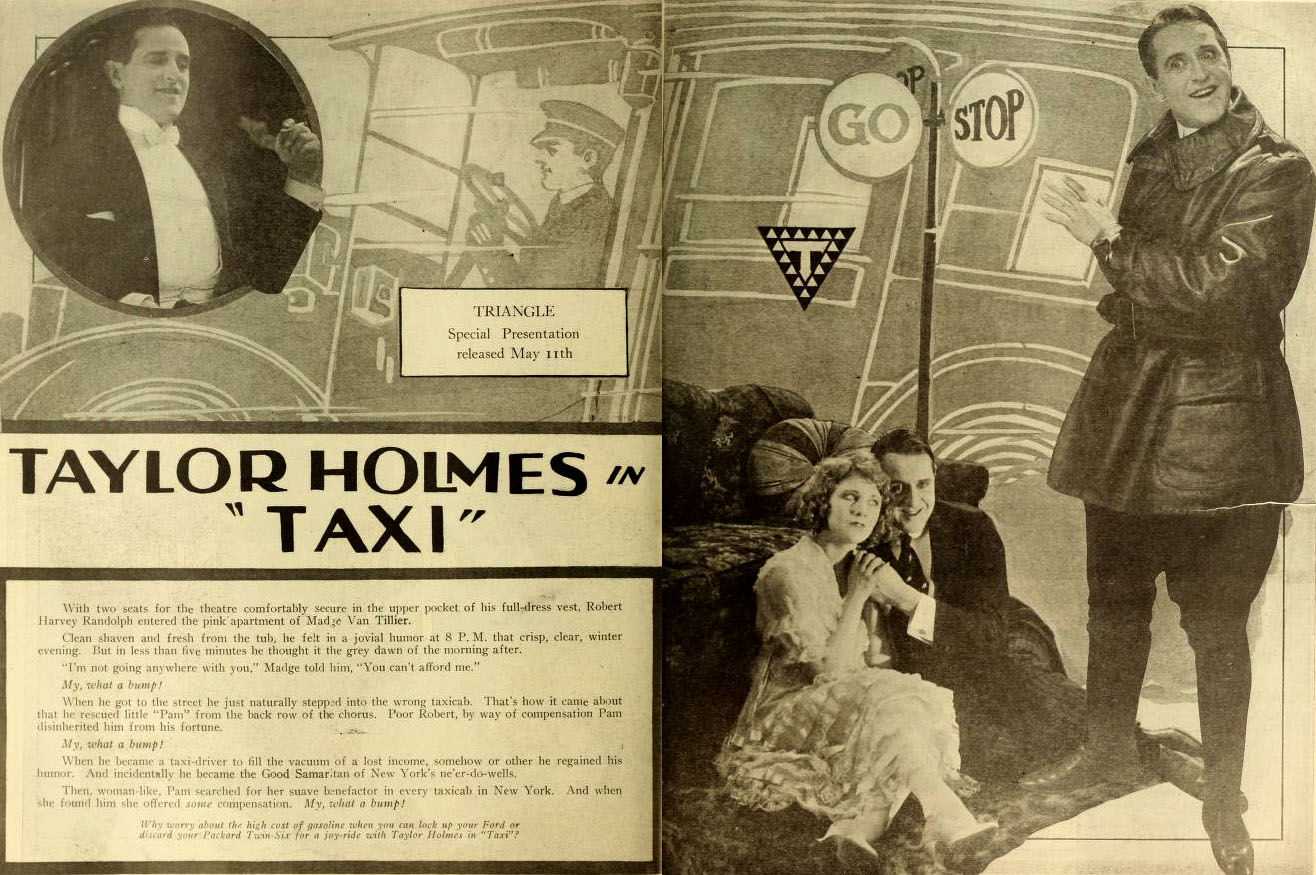
Taylor Holmes auf einem Plakat zum Film Taxi (1919)

- 1917: Efficiency Edgar’s Courtship
- 1918: Ruggles of Red Gap
- 1919: Upside Down
- 1924: Twenty Dollars a Week
- 1925: Borrowed Finery
- 1936: The Crime of Dr. Forbes
- 1947: Der Todeskuß (Kiss of Death)
- 1947: Bumerang (Boomerang!)
- 1947: Der Scharlatan (Nightmare Alley)
- 1948: Ich heirate dich doch (That Wonderful Urge)
- 1948: Johanna von Orleans (Joan of Arc)
- 1948: Akt der Gewalt (Act of Violence)
- 1948: Die Plünderer von Nevada (The Plunderers)
- 1949: Mr. Belvedere kann alles besser (Mr. Belvedere Goes to College)
- 1949: Once More, My Darling
- 1950: Frauengefängnis (Caged)
- 1950: Dein Leben in meiner Hand (Woman in Hiding)
- 1950: Vater der Braut (Father of the Bride)
- 1950: Flammendes Tal (Copper Canyon)
- 1950: Zwischen zwei Frauen (Bright Leaf)
- 1950: Quicksand
- 1951: Drei Frauen erobern New York (Two Tickets to Broadway)
- 1951: Trommeln im tiefen Süden (Drums in the Deep South)
- 1951: Beichte eines Arztes – Die erste Legion (The First Legion)
- 1952: Beware, My Lovely
- 1952: Maskierte Herzen (Sudden Fear)
- 1952: Der Tiger von Utah (Ride the Man Down)
- 1952: Faustrecht in Minnesota (Woman of the North Country)
- 1953: Blondinen bevorzugt (Gentlemen Prefer Blondes)
- 1953: Zurück am Broadway (She’s Back on Broadway)
- 1954: Tobor the Great
- 1956: Der Teufel von Colorado (The Maverick Queen)
- 1957: Polizeibericht (Dragnet) (Fernsehserie, 2 Folgen)
- 1959: Dornröschen (Sleeping Beauty) (Stimme)